# Estàtues d'Ain Ghazal
Les estàtues d'Ain Ghazal són diverses figures grans modelades en algeps sobre canya, datades del neolític preceràmic C i descobertes a Jordània, al llogaret d'Ain Ghazal.
Un conjunt de 15 estàtues i 15 busts foren descoberts de 1983 a 1985 en dos amagatalls subterranis, creats amb una diferència de 200 anys.
Datades de mitjan vuité mil·lenni ae i mitjan seté mil·lenni ae, les estàtues formen part de les representacions a gran escala més primerenques de la figura humana, i es consideren un dels exemples més notables de l'art prehistòric neolític preceràmic B o C. Algunes estàtues antropomorfes encara més antigues han estat descobertes a la Mesopotàmia superior, com l'home d'Urfa.
Es pensa que representen els avantpassats d'aquells pobles, però el seu propòsit és incert.
Formen part de la col·lecció del Museu de Jordània d'Amman, però algunes se n'han prestat a altres llocs. Una estàtua és al Museu del Louvre de París. Una altra, amb dos caps, s'exhibeix al Louvre Abu Dhabi. Altres dues estàtues les tenen al Museu Britànic de Londres des de 2013.

## Descripció

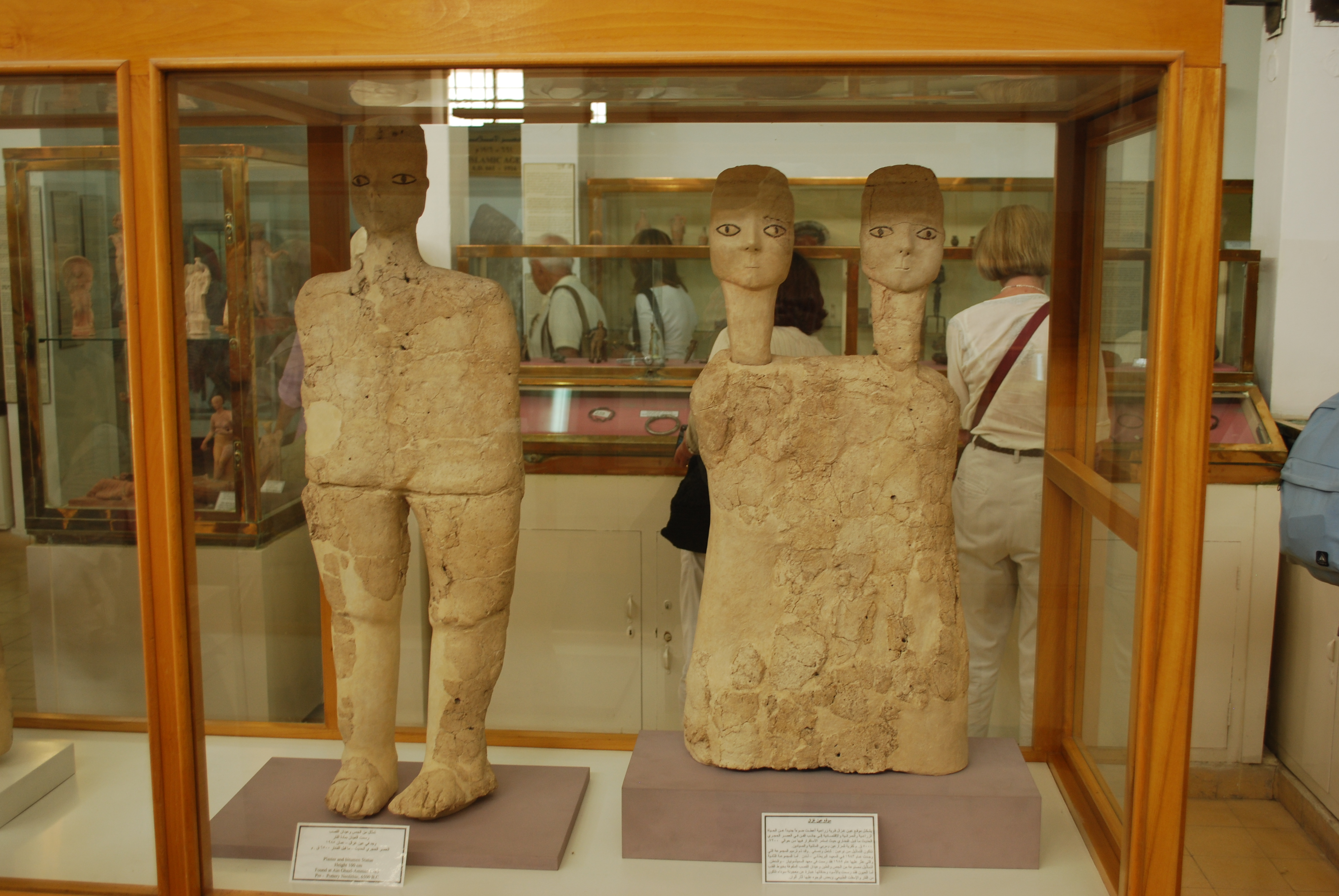
Estàtues a la Ciutadella d'Amman

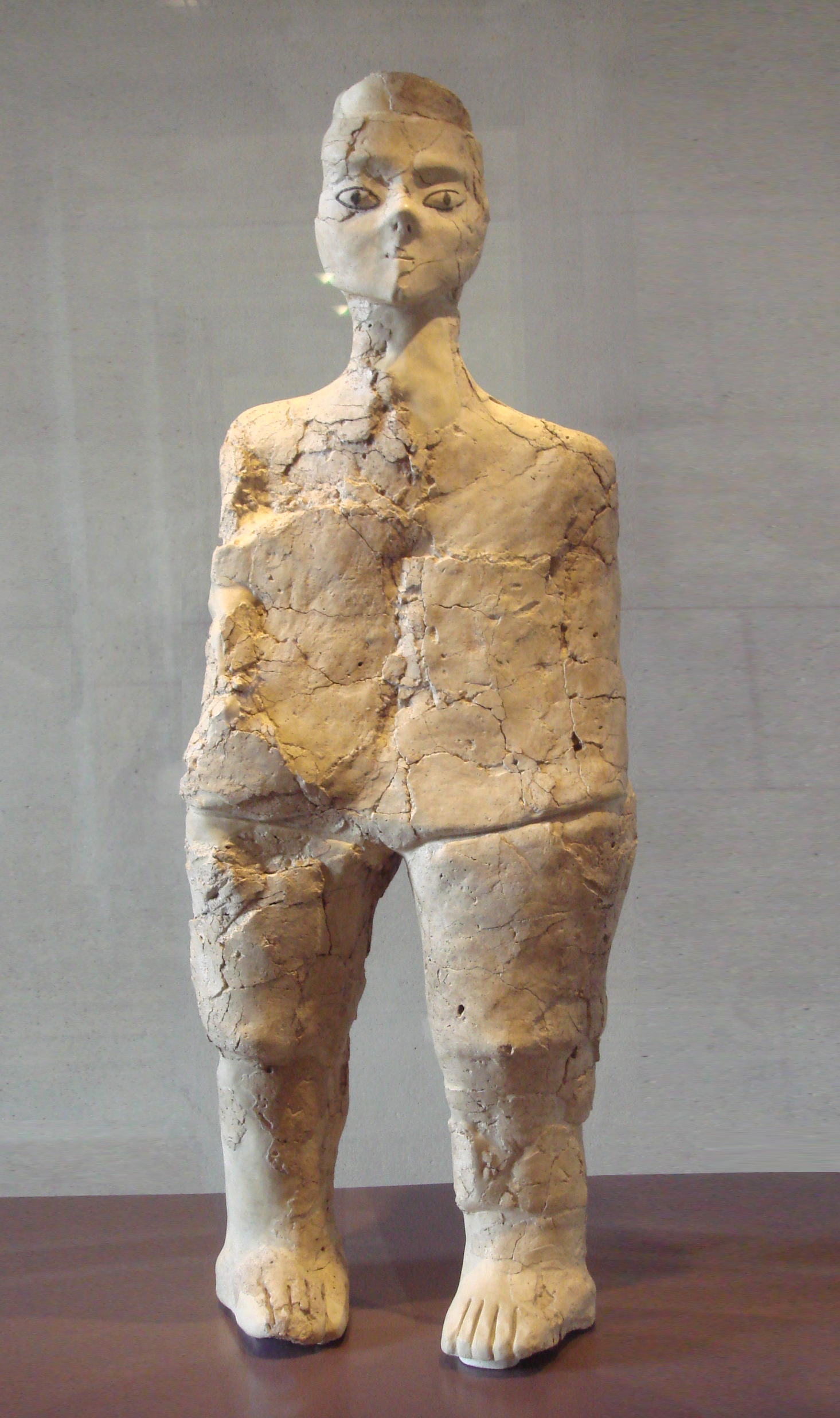
Estàtua d'Ain Ghazal exhibida al Museu del Louvre, París

Les figures són de dos tipus: busts i estàtues de cos sencer. Alguns busts són dobles i tenen dos caps.
S'aprecia un gran esforç en el modelatge dels caps, amb els ulls ben oberts perfilats i amb els iris de betum. Les estàtues representen homes, dones i xiquets; les dones són recognoscibles per trets que semblen pits i ventres lleument inflats, però les diferències físiques entre tots dos sexes no estan emfasitzades, i cap de les estàtues mostra genitals; l'única part detallada de les figures són els rostres.
Les estàtues s'elaboraren amb algeps de pedra calcària humida sobre un nucli de canyes utilitzant joncs dels que creixen a la riba del Zarqa. Amb el temps les canyes es podriren, i deixaren carcasses d'algeps amb l'interior buit. L'algeps o calç es forma escalfant pedra calcària a temperatures de 600 i 900 graus celsius; el resultat, hidròxid de calci, es barreja amb aigua, i es forma una massa que es pot modelar. L'algeps esdevé un material resistent a l'aigua quan s'asseca i s'endureix. Caps, torsos i cames es feren amb manolls separats de canyes que després s'ajuntaren i es cobrir amb algeps. Els iris i ulls es perfilaren amb betum i els caps es cobriren amb alguna classe de perruca o lligadura.
Les estàtues més altes s'aproximen a 1 m. Són desproporcionadament planes, de 10 cm de grossor. Es dissenyaren, però, per mantenir-se dempeus, probablement ancorades al terra en recintes tancats i pensades per ser vistes només de front.

El material amb què estaven fetes no els permetia durar massa temps. Però com foren soterrades en perfectes condicions tal vegada no arribaren a ser exhibides durant un llarg període, sinó que degueren crear-se per acompanyar un enterrament.

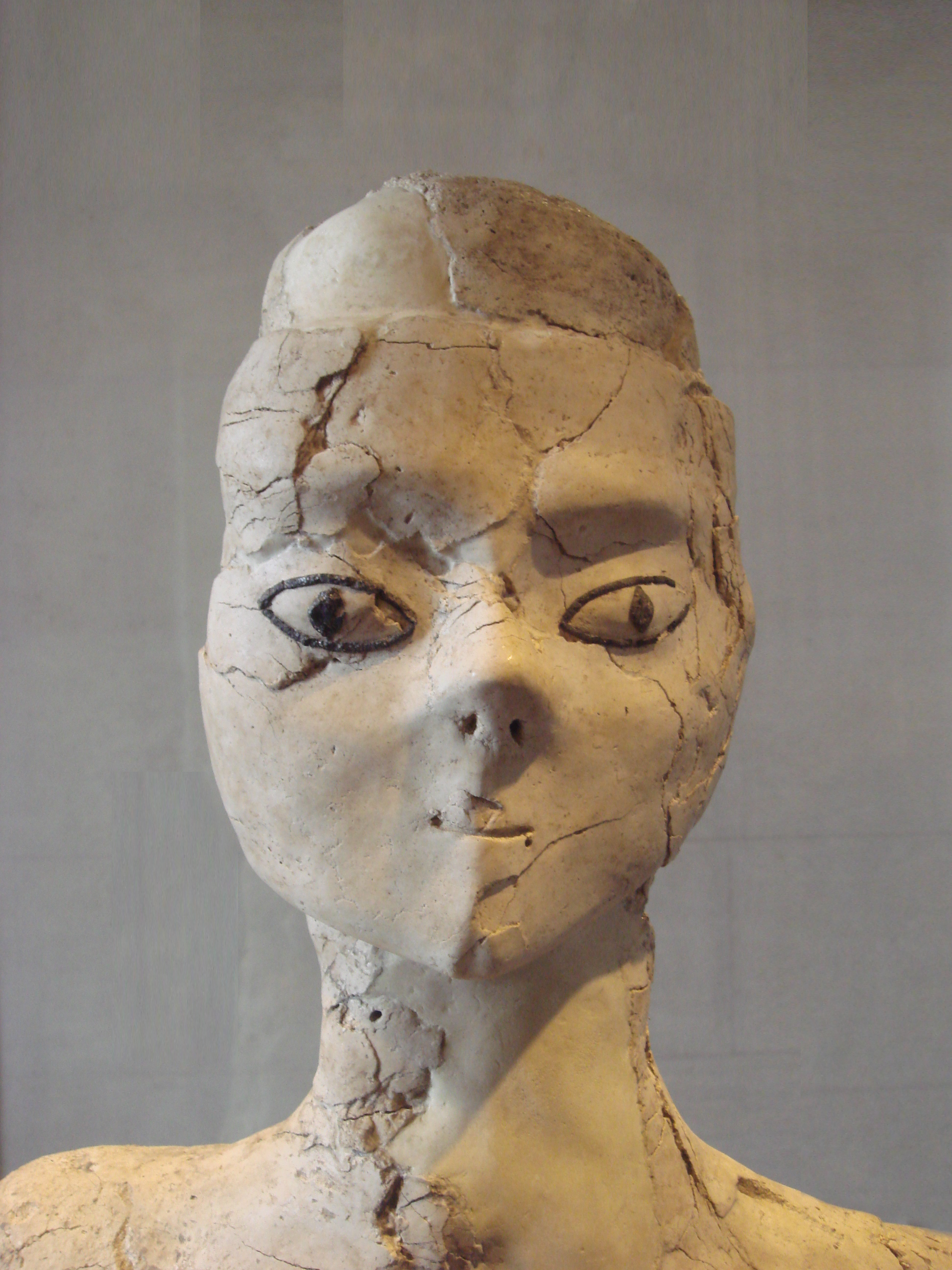
Estàtua d'Ain Ghazal al Louvre, de front
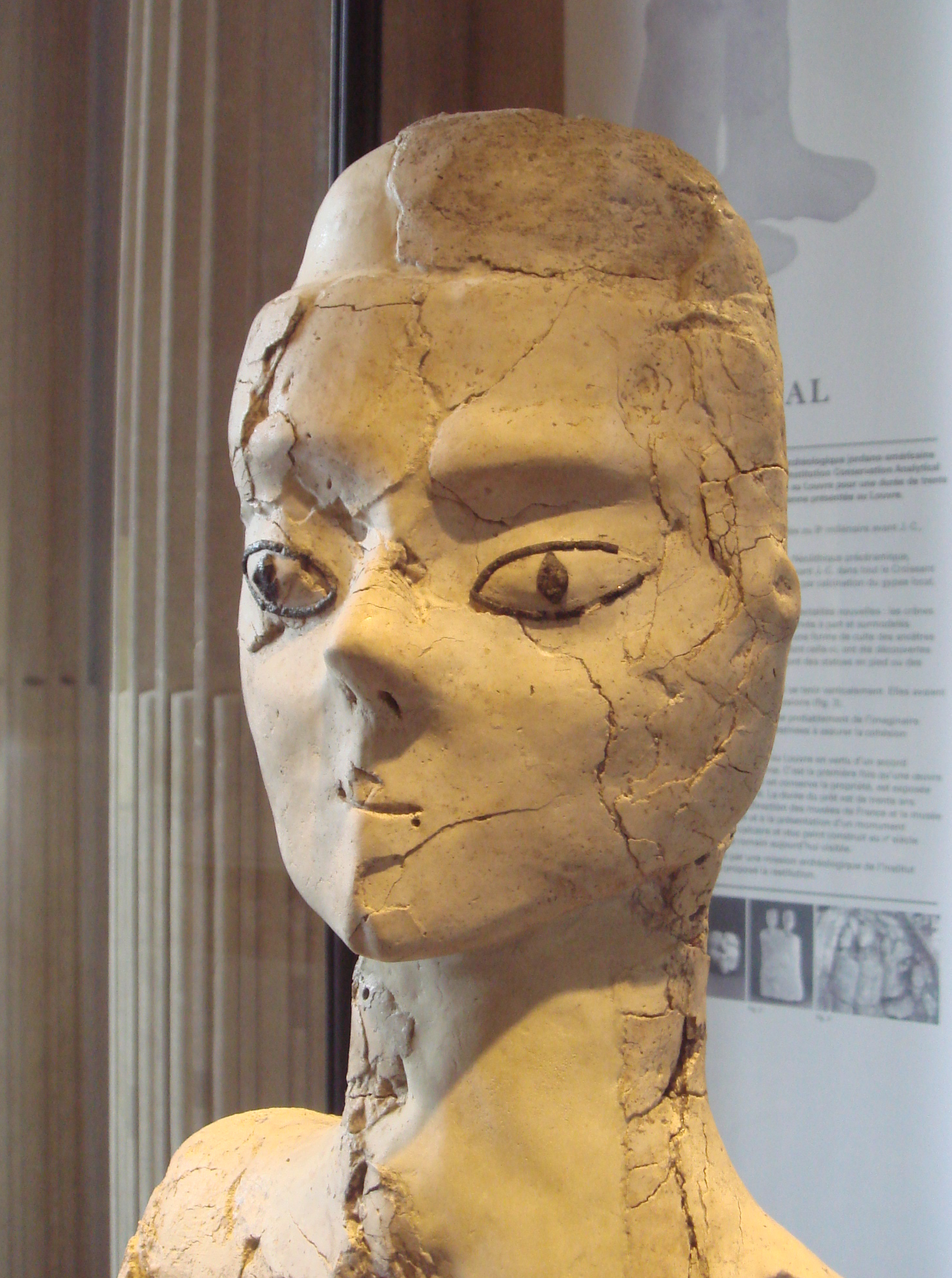
Estàtua d'Ain Ghazal al Louvre, costat esquerre
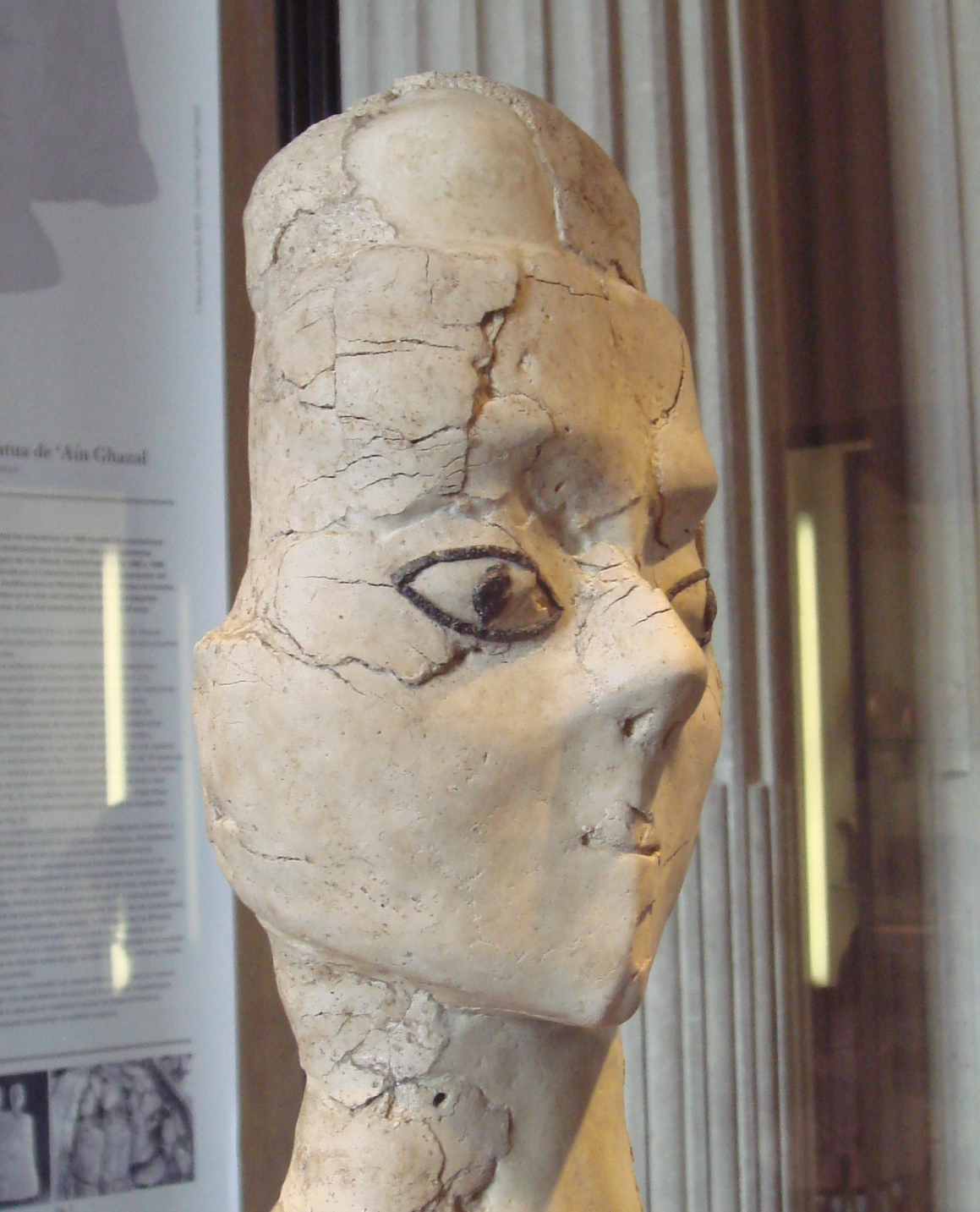
Estàtua d'Ain Ghazal al Louvre, costat dret

## Descobriment i conservació

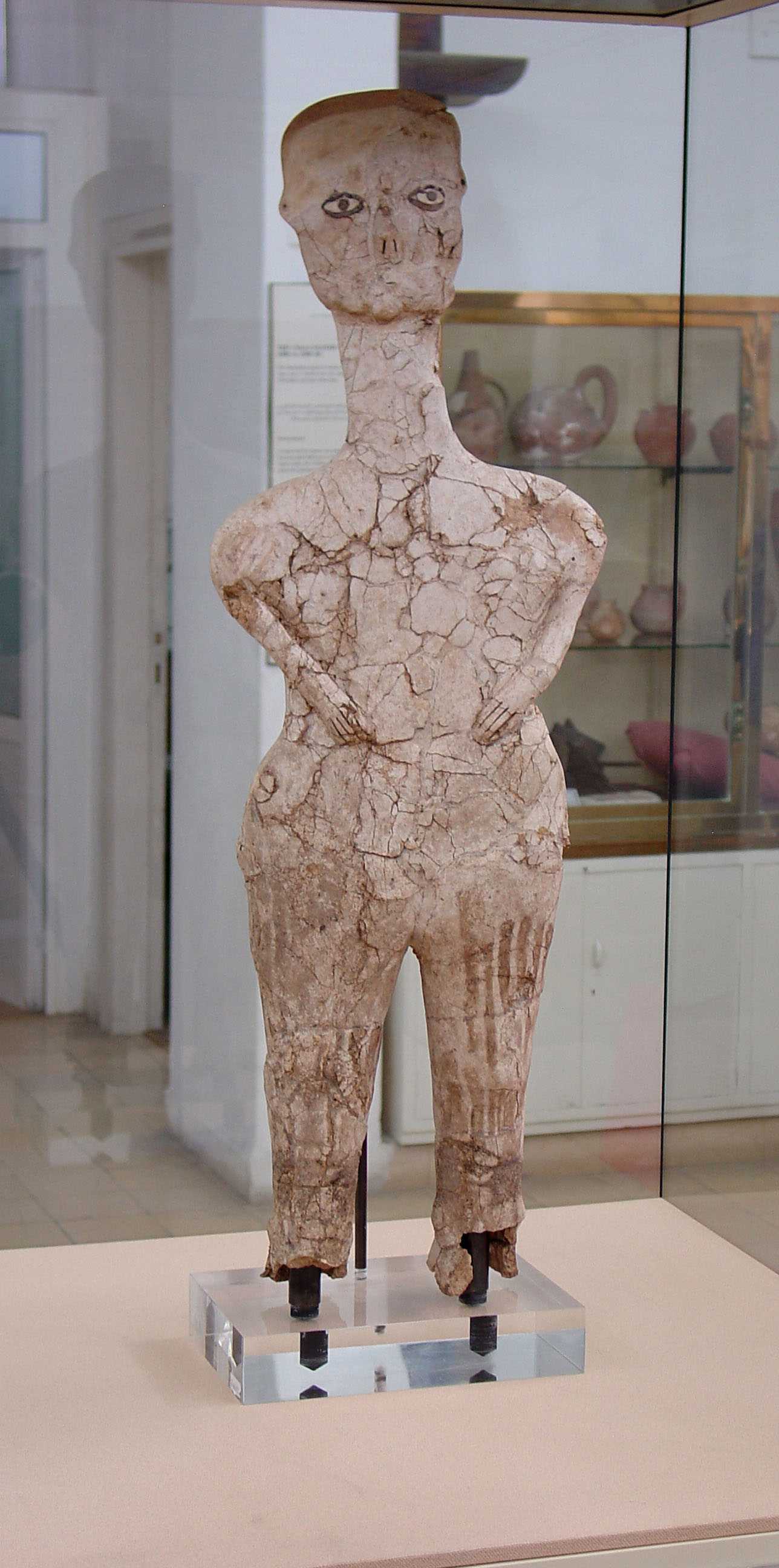
Estàtua d'Ain Ghazal al Museu Arqueològic de Jordània, Amman

El poblat d''Ain Ghazal fou descobert al 1974 mentre estaven construint l'autopista que connecta Amman amb la ciutat de Zarqa. L'excavació en començà al 1982. El llogaret estigué habitat entre ca. 7250–5000 ae. En la primera època, durant la primera meitat del setè mil·lenni ae, el poblat s'estenia sobre 10–15 ha i estaria habitat per unes 3.000 persones.
Les estàtues foren descobertes al 1983. Mentre examinaven una secció transversal de terra en un camí excavat per un buldòzer, els arqueòlegs veieren la vora d'una fossa de 2,5 m sota la superfície, que contenia estàtues d'algeps. L'excavació, dirigida per Gary O. Rollefson, se'n feu al 1984-1985, amb un segon conjunt d'excavacions sota la direcció de Rollefson i Zeidan Kafafi durant 1993–1996.
Un total de 15 estàtues i 15 busts es trobaren en dos amagatalls, separats per quasi 200 anys. Com que s'havien dipositat molt acuradament a les fosses cavades al terra de cases abandonades, estan extraordinàriament ben conservades. Algunes restes d'estàtues semblants trobades Jericó i Nahal Hemar han sobreviscut només en estat fragmentari.
La fossa on eren les estàtues fou cavada al voltant amb molta cura. Les estàtues estan fetes amb algeps, que és fràgil sobretot després d'estar soterrat tantíssim temps. El primer conjunt d'estàtues descobert s'envià a l'Institut Arqueològic Reial a Gran Bretanya; i el segon, trobat uns anys més tard, l'enviaren a l'Institut Smithsonià de Nova York per al restaurar-los. Les estàtues foren retornades després i es poden veure al Museu de Jordània.
Una part se'n prestà al Museu Britànic el 2013. Una d'elles fou restaurada a Gran Bretanya el 2012.